# Yên Thành, Tuyên Quang
Yên Thành là một xã thuộc tỉnh Tuyên Quang, Việt Nam.

## Địa lý
Xã Yên Thành nằm ở phía tây huyện Quang Bình, có vị trí địa lý:
- Phía đông giáp thị trấn Yên Bình
- Phía tây giáp xã Bản Rịa
- Phía nam giáp tỉnh Lào Cai
- Phía bắc giáp huyện Xín Mần và xã Tân Nam.

Xã Yên Thành có diện tích 45,06 km², dân số năm 2019 là 3.057 người, mật độ dân số đạt 58 người/km².

## Lịch sử
Trước đây, Yên Thành là một xã thuộc huyện Bắc Quang.
Ngày 20 tháng 8 năm 1999, Chính phủ ban hành Nghị định 74/1999/NĐ-CP về việc thành lập xã Yên Thành thuộc huyện Bắc Quang trên cơ sở điều chỉnh 5.896 ha diện tích tự nhiên và 2.826 nhân khẩu của xã Yên Bình.
Ngày 1 tháng 12 năm 2003, Chính phủ ban hành Nghị định 146/2003/NĐ-CP về việc thành lập huyện Quang Bình trên cơ sở điều chỉnh xã Yên Thành thuộc huyện Bắc Quang về huyện Quang Bình quản lý.